# Momo Minosuke

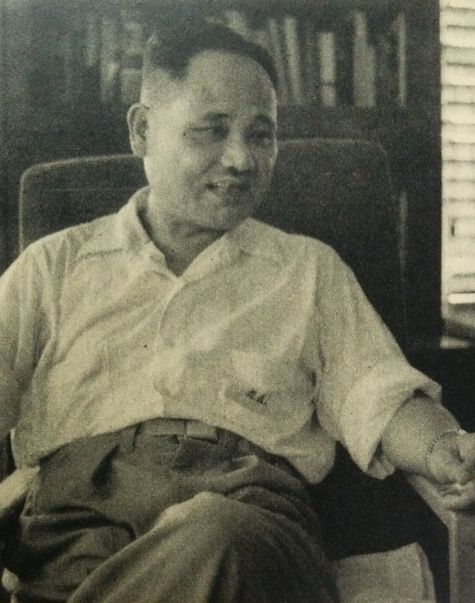
Momo Minosuke (1956)

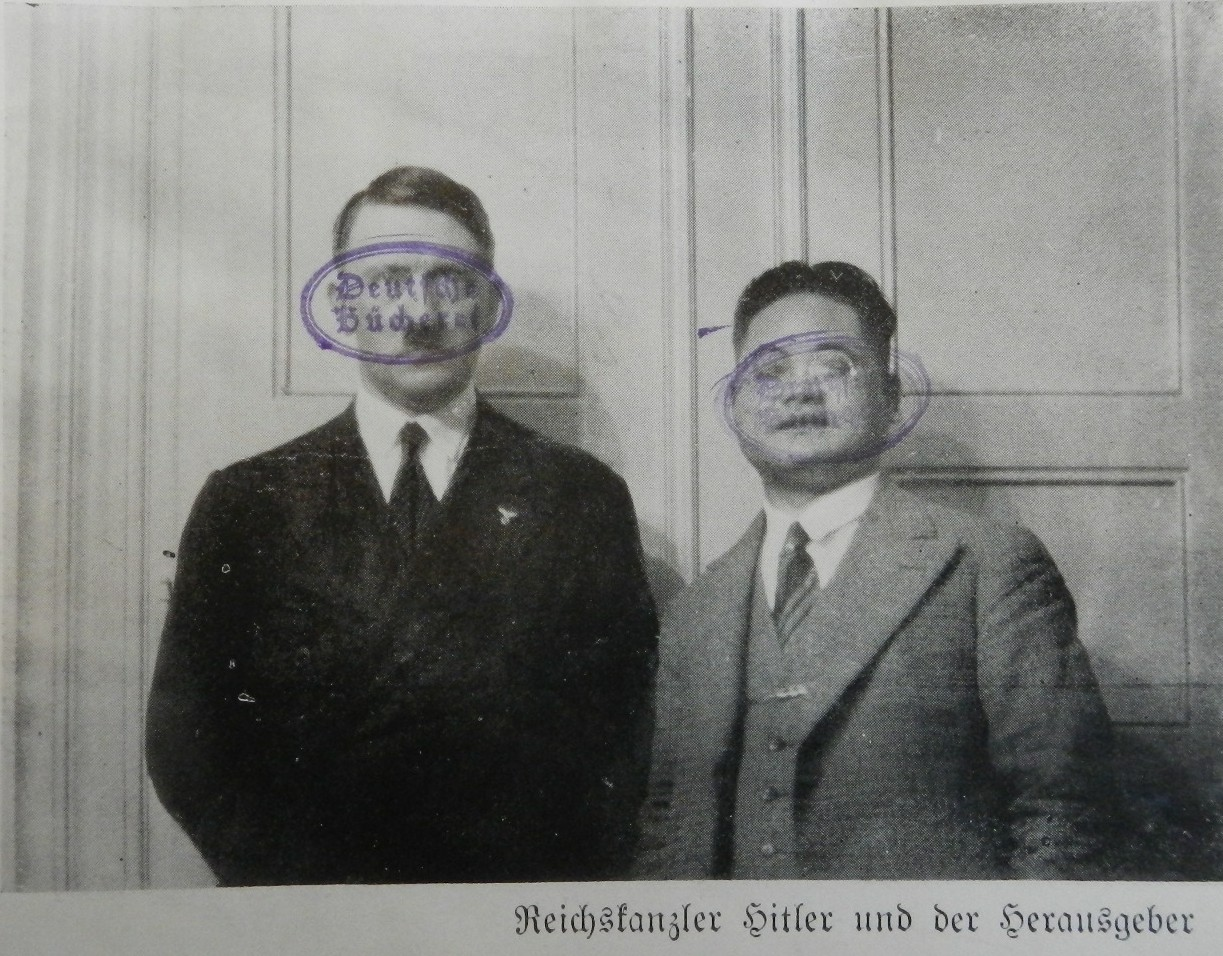
Foto von Minosuke mit Hitler in dessen Münchner Wohnung nach dem Interview, das wahrscheinlich im September 1930 stattfand.
Das Bild entstammt Minosukes 1934 publiziertem Buch mit einer Auswahl von Hitlers Reden. Ein Belegexemplar erhielt die Deutsche Bücherei in Leipzig, wo es 1937 wie üblich gestempelt wurde – allerdings an eher ungewöhnlicher Stelle, direkt auf den Gesichtern der beiden Personen.

Momo Minosuke (japanisch 百々 巳文; * 1898; † 1961) war ein japanischer Publizist und Hochschullehrer. Bekanntheit erlangte er vor allem durch ein Interview mit Adolf Hitler Anfang der 1930er Jahre noch vor dessen Machtergreifung im Deutschen Reich. Bei dieser Gelegenheit war er vermutlich der erste Japaner, dem Hitler persönlich begegnete.

## Leben

### Ausbildung
Er studierte nachweislich 1926 an der Tokioter Nihon-Universität beziehungsweise schloss in jenem Jahr sein dortiges Studium ab und reiste anschließend nach Europa. Während der darauffolgenden fünf Jahre war er in Berlin an der Friedrich-Wilhelms-Universität für die Studiengänge Staatswissenschaften und Soziologie immatrikuliert, unternahm jedoch zahlreiche Reisen in verschiedene europäische Staaten, um deren politische Situation kennenzulernen und zu analysieren.

### Berufliche Karriere
„Er ist der Typ eines Willensmenschen von hoher Intelligenz. [...] Von mittelgroßer, schlanker und aufrechter Statur zeigt der schmale Schädel mit seinem scharf geschnittenen Gesicht und seiner hellen, lichten Hautfarbe den deutlichen Vertreter der alten germanischen Rasse. Der knappe Mund mit den dünnen Lippen und dem kurzen, schwarzen Bärtchen harmoniert mit dem strengen, durchdringenden Blick. Der ganze Mensch strahlt eine ungeheure Energie aus.“

Bei der Mitte September 1930 abgehaltenen Reichstagswahl holte die Nationalsozialistische Deutsche Arbeiterpartei (NSDAP) erstmals einen signifikanten Stimmenanteil und wurde als zweitstärkste Kraft ein relevanter Machtfaktor der deutschen Politik. Der Parteivorsitzende Hitler war zwar kein Abgeordneter des Reichstages, fungierte aus seiner unangefochtenen Position heraus jedoch als Oppositionsführer gegen die Präsidialkabinette des Reichskanzlers Heinrich Brüning (Zentrum). Wenige Tage später reiste Minosuke im Auftrag der Tageszeitung Tokyo Nichi Nichi Shimbun – für die er zeitweise als freier Mitarbeiter tätig war – nach München, besuchte dort Hitler in dessen Privatwohnung am Prinzregentenplatz und führte ein Interview mit ihm. Als Übersetzer von Englisch zu Deutsch agierte Hitlers Vertrauter Ernst Hanfstaengl. Das Gespräch soll zwar nicht lang gedauert, aber mit gegenseitigen Lobpreisungen in ausgesprochen positiver Atmosphäre stattgefunden haben. Im gekürzten und letztlich in der Zeitung abgedruckten Text polemisierte Hitler gegen den Young-Plan, verkündete die Einstellung der Reparationszahlungen nach einer Regierungsübernahme der NSDAP und bestritt, dass das Nationalsozialistische Fliegerkorps eine Partei-Luftwaffe sei.
Zurück in Japan lehrte und forschte Momo an seiner Alma Mater. Darüber hinaus veröffentlichte er zahlreiche Bücher und Aufsätze, in denen er das Dritte Reich äußerst positiv darstellte und unter anderem die Hitlerjugend, die NS-Ordensburgen, die Biographien führender NS-Politiker, das Judentum sowie die nationalsozialistische Außenpolitik thematisierte. Für den vorgeblich völkerverständigenden Charakter seiner Publikationen wurde er mit dem Ehrenzeichen des Deutschen Roten Kreuzes ausgezeichnet. In seinen letzten Lebensjahren verlagerte sich sein Forschungsschwerpunkt auf Dekolonisation und Nationalismus in Afrika. Auch hierzu veröffentlichte er mehrere Bücher, die rückblickend als „wegweisend“ (en.: groundbreaking) bezeichnet wurden.

## Einordnung

### Bewertungen des Hitler-Interviews
Minosukes Begeisterung für Hitler schmeichelte ihm zwar, stieß allerdings beim Übersetzer Ernst Hanfstaengl, der die von Karl Haushofer ausgehende Annäherung der Nationalsozialisten an das Japanische Kaiserreich ablehnte, auf starke Skepsis. In seinen 1957 herausgegebenen Memoiren beurteilte er auch Minosukes äußeres Erscheinungsbild abwertend und erinnerte sich folgendermaßen an das Gespräch:
„Als bezeichnendes Erlebnis [für Hitlers Japan-Begeisterung] ist mir in der Fülle der sich immer mehr häufenden Interviews ein Gespräch mit einem japanischen Professor Momo in Erinnerung, das um die Wende 1931/32 in Hitlers Privatwohnung am Prinzregentenplatz stattfand und zu dem ich als dolmetschender Dritter hinzugezogen wurde. Es wurde eine Sitzung mit wechselseitigen Komplimenten und Elogen, die ich notgedrungen dolmetschen musste, auch wenn mir die berechnete Saccharinsüße des Japaners sowie Hitlers instinktlose Präjudizierung der von der Weltöffentlichkeit einmütig verurteilten japanischen Gewaltpolitik in der Mandschurei oft genug die Sprache verschlug. ‚Ich bin gekommen‘, begann Professor Momo, ein ölig lächelndes, unscheinbares Männlein wie aus einer Idealbesetzung für die Oper Der Mikado und zweifellos ein Regierungsagent, ‚ich bin gekommen, Herr Hitler, um Ihnen als dem großen Führer die Bewunderung des japanischen Volkes für die von Ihnen geleitete Bewegung zum Ausdruck zu bringen.‘ Und kaum, dass ich diese erste Redewendung unseres Gastes verdeutscht hatte, war auch Hitlers Redefluss nicht mehr zu bremsen. In einer fast peinlichen Folge von Gemeinplätzen erging er sich in Lobsprüchen über das ritterlich-heldische Japan, über seine Samuraitradition, über die geistige und physische Härte seiner Menschen als Ergebnis der Zenphilosophie und was es der angelesenen Weisheiten aus Haushofers Zitatenschatz noch mehr gab.“
Der Japanhistoriker und Faschismusforscher Daniel Hedinger bezeichnete Minosuke 2025 gar als „Hochstapler“ und seinen Werdegang als „Sinnbild für das deutsch-japanische Verhältnis und die Achse an sich: eine Geschichte voller Missverständnisse, Widersprüche und Unbekannten, die nach 1945 weitgehend aus dem Bewusstsein der Öffentlichkeit verschwand.“

### Historische Ungenauigkeiten
Heute ist Momo Minosuke in Japan weitgehend in Vergessenheit geraten und sowohl zu seiner Biographie als auch zu seinem Treffen mit Hitler finden sich widersprüchliche Angaben.
Verschiedene Autoren datieren das Gespräch wahlweise auf den September 1930, den Dezember 1931 oder gar das Jahr 1932. In einigen Publikationen wird zudem (sehr wahrscheinlich fälschlicherweise) ein weiteres Treffen zwischen Minosuke und Hitler im Januar 1937 erwähnt. Die Mehrheit der Autoren – beispielsweise die Historiker Daniel Hedinger und Ricky W. Law sowie der Fotohistoriker Friedrich Tietjen – nennt als Interviewtermin Ende September 1930, wenige Tage nach der für die NSDAP erfolgreichen Reichstagswahl. Dies ergäbe insofern Sinn, als dass anscheinend schon 1931 eine Abschrift des Gespräches in Japan publiziert wurde. Zudem wäre Minosuke so wohl tatsächlich der erste Japaner, dem Hitler begegnete. Die Datierung auf den Dezember 1931 stützt sich im Wesentlichen auf die biographischen Notizen des damals anwesenden Übersetzers Ernst Hanfstaengl und wird unter anderem vom Historiker Stefan Hübner und dem Journalisten Lutz Hachmeister favorisiert. Hanfstaengl erinnerte als ein Thema des Interviews die Mandschurei-Krise, die erst im September 1931 begann und somit im September 1930 unmöglich hätte besprochen werden können. Allerdings hält es Hachmeister auch für möglich, dass Hanfstaengl Jahrzehnte später Hitlers Gespräch mit Minosuke für die Tokyo Nichi Nichi Shimbun in der von ihm selbst so bezeichneten „Fülle der sich immer mehr häufenden Interviews“ mit einem Gespräch mit Reiji Kuroda für die Asahi Shimbun verwechselte, das tatsächlich im Dezember 1931 stattfand.
Uneinigkeit besteht auch in Hinblick auf Minosukes Studium, den Zeitraum seines Aufenthaltes in Europa sowie sein wissenschaftliches Fachgebiet: Er wird wahlweise als Germanist, Sozialwissenschaftler, Jurist oder als Politologe bezeichnet. Hübner erwähnt ein 1926 an der Nihon-Universität abgeschlossenes Studium und führt weiter aus, dass Minosuke „anschließend“ nach Europa gekommen und fünf Jahre in Berlin immatrikuliert gewesen sei. Dies würde eine Rückkehr nach Japan etwa 1931 bedeuten. Tietjen hingegen ist überzeugt, dass sich Minosuke erst im Sommersemester 1930 an der Friedrich-Wilhelms-Universität einschrieb.

## Publikationen (Auswahl)
Sämtliche Publikationen erschienen ausschließlich in japanischer Sprache. Die Titel sind hier in deutscher Übersetzung gelistet.
Bücher
- Momo Minosuke (Hrsg.): Hitler spricht! Eine Auswahl seiner Rede. 1934.
- Momo Minosuke: Probleme parlamentarischer Staatsführung in Kolonien. 1958.
- Momo Minosuke: Politik in Afrika. 1959.
- Momo Minosuke: Zeitgenössisches Afrika. 1960.

Fachzeitschriften
- Momo Minosuke (Hrsg.): Studien über Afrika. Kokusai Seiji (de.: Internationale Beziehungen; Vierteljahreszeitschrift der Japanischen Gesellschaft für internationale Beziehungen), № 18, Sonderausgabe, 1962.